# Hagbyån
Hagbyån är ett vattendrag i östra Småland. Det sträcker sig från Slamphult i Emmaboda kommun till Kalmarsund. Uppströms Boda börjar Hagbyån som Kärraån. Vattnet rinner sydöst, övergår i Örsjöån och passerar Örsjösjön och Krokstorpasjön. Tillﬂödet från systemets största sjö, Hultebräan, ansluter vid Anebo. Kring Hultebräan ﬁnns omväxlande natur med inslag av lövskogar och värdefulla odlingsmarker. Vid Runtorp ansluter Svartabäcken innan vattnet mynnar i Östersjön nära Loverslund och Kolboda söder om Hagby. 
Vid Hagbyåns mynning i havet har ån med omgivningar höga naturvärden och är riksintresse för naturvården. Avrinningsområdet karakteriseras av relativt ﬂacka skogs- (76 %)- och jordbruksmarker (11 %), som är påverkade av sjösänkningar och utdikningar. Andelen sjöyta är 3 %. Vattensystemet rinner genom kommunerna Emmaboda, Nybro och Kalmar och har en total yta på 468km².

### Noter

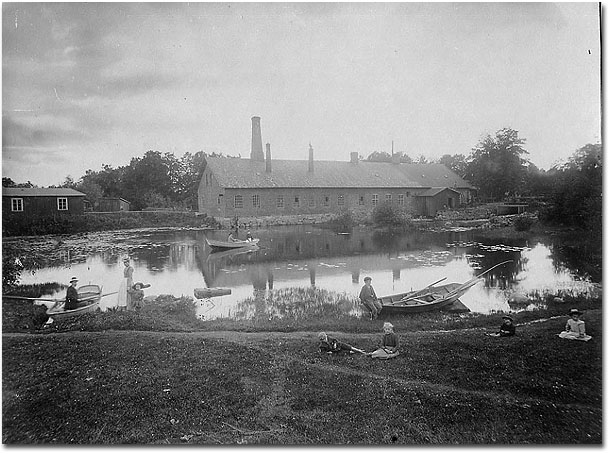
Lovers tändsticksfabrik, 1905